# 瀛洲街道
瀛洲街道是中国福建省福州市台江区下辖的一个街道。

## 行政区划
瀛洲街道下辖5个社区：
建海社区、滨江社区、光明社区、红星社区和瀛东社区。